# Списък на бригадите на НОВЮ от Македония
Това е списък на бригадите на югославските партизани от Вардарска Македония.
Между 1941 и 1945 година югославските партизани създават общо 23 бригади във Вардарска Македония, които участва в Комунистическата съпротива.
Всичките македонски бригади са създадени като ударни, а първа македонско-косовска бригада е наречена пролетарска и е наградена с орден Народен герой на Югославия. По-голямата част от бригадата участва в битки на територията на Вардарска и Егейска Македония.

## Списък на македонските бригади[1]
| Име                                                                | Дата на създаване           | Място на създаване                              | Отличия        |
| ------------------------------------------------------------------ | --------------------------- | ----------------------------------------------- | -------------- |
| Първа македонска артилерийска бригада                              | 16 декември 1944.           | Скопско кале                                    |                |
| Първа македонско-косовска ударна бригада                           | 11 ноември 1943.            | Сливово                                         | НГЮ, ОНО и ОБЕ |
| Първа македонска кавалерийска бригада                              | декември 1944.              |                                                 |                |
| Първа македонска автобригада                                       | ноември 1944.               |                                                 |                |
| Първа егейска ударна бригада                                       | 18 ноември 1944.            | Драгош, Битоля                                  |                |
| Първа македонска ударна бригада                                    | 8 юни - 28 септември 1944   | Локов                                           | ОБЕ            |
| Втора македонска ударна бригада                                    | 20 декември 1943.           | Фущани, Кожух планина                           | ОЗН и ОБЕ      |
| Трета македонска ударна бригада                                    | 26 февруари 1944.           | Жегляне                                         | ОНО, ОЗН и ОБЕ |
| Четвърта македонска ударна бригада                                 | 24 юли 1944.                | Лисец, планина Плачковица                       | ОЗН            |
| Четвърта македонска албанска бригада                               | 26 август 1944.             | Караорман                                       | ОЗН            |
| Пета македонска ударна бригада                                     | 2 август 1944.              | местността Влашки колиби, близо до село Сборско | ОЗН            |
| Шеста македонска ударна бригада                                    | 6 септември 1944.           | Славей                                          | ОЗН            |
| Седма македонска ударна бригада                                    | 22 август 1944.             | село Сборско, Кожух планина                     | ОЗН            |
| Осма македонска ударна бригада                                     | 2 септември 1944.           | село Отищино, Велешко                           | ОЗН            |
| Девета македонска ударна бригада                                   | 22 август 1944.             | село Шешково                                    | ОЗН            |
| Десета македонска ударна бригада                                   | 22 август 1944.             | местността Цървена Вода, Кожух планина          | ОЗН            |
| Единадесета македонска ударна бригада                              | 27 август 1944.             | село Пелинце                                    |                |
| Единадесета македонска (кавадарска) ударна бригада                 | 3 октомври 1944.            |                                                 |                |
| Дванадесета македонска ударна бригада                              | 12 септември 1944.          | Войница                                         | ОЗН            |
| Тринадесета македонска ударна бригада                              | 17 септември 1944.          | село Митрашинци                                 | ОЗН            |
| Четиринадесета македонска младежка ударна бригада „Димитър Влахов“ | 17 септември 1944.          | село Митрашинци                                 | ОБЕ            |
| Петнадесета македонска ударна бригада                              | 9 септември 1944.           | Крушево                                         |                |
| Петнадесета народоосвободителна поречка бригада                    | 12 септември 1944.          | Челопеци                                        | ОЗН            |
| Шестнадесета македонска ударна бригада                             | 6 октомври 1944.            | село Кучевище                                   | ОЗН            |
| Седемнадесета македонска ударна бригада                            | 12 октомври 1944.           | село Желювино                                   | ОЗН            |
| Осемнадесета македонска ударна бригада                             | 4 октомври 1944.            | село Алгуня                                     | ОЗН            |
| Осемнадесета македонска (кавадарска) ударна бригада                | 18 септември 1944.          | село Дъбнище                                    |                |
| Деветнадесета македонска ударна бригада                            | 8 октомври 1944.            | село Лаки                                       | ОЗН            |
| Двадесета македонска ударна бригада                                | 18 октомври 1944.           | местността Широк дол в Беровска околия          | ОЗН            |
| Двадесет и първа македонска ударна бригада                         | 19 октомври 1944.           | Широк дол, Берово                               | ОЗН            |
| Артилерийска бригада на 42 дивизия                                 | 18 февруари 1945.           |                                                 | ОЗН            |
| Артилерийска бригада на 48 дивизия                                 | 18 февруари 1945.           | Скопие                                          | ОЗН            |
| Артилерийска бригада на 49 дивизия                                 | 15 ноември 1944.            | Битоля                                          | ОЗН            |
| Артилерийска бригада на 50 дивизия                                 | 10 октомври 1944.           | село Лаки                                       |                |
| Артилерийска бригада на 51 дивизия                                 | 19 октомври 1944.           | местността Широк дол                            |                |
| Артилерийска бригада на Кумановската дивизия                       | края на октомври 1944.      | местността Широк дол                            |                |
| Кумановска артилерийска бригада                                    | втората половина на 1944.   | село Степанце                                   |                |
| Скопска артилерийска бригада                                       | септември 1944.             | село Лисиче                                     |                |
| Струмишка артилерийска бригада                                     | 8 октомври 1944.            |                                                 |                |
| Овчеполска народоосвободителна бригада                             | началото на октомври 1944.  |                                                 |                |
| Леринско-костурска македонска народоосвободителна бригада          | 22 октомври 1944.           | село Градешница                                 |                |
| Кичевско-Дебърска македонска народоосвободителна бригада           | началото на октомври 1944.  | село Градешница                                 |                |
| Охридско-Стружка македонска ударна бригада                         | началото на септември 1944. | село Велмей                                     |                |